# Oliver Vogt
Oliver Matthias Vogt (nacido el 18 de marzo de 1980 en Basilea) es un jugador de baloncesto suizo que actualmente pertenece a la plantilla del BC Mtaspere Mayotte de la División I, la máxima división comora. Con 2,09 metros de altura puede jugar tanto en la posición de Ala-Pívot como en la posición de Pívot. Es internacional absoluto con Suiza.

## Universidad
Asistió a la Universidad Estatal de Pittsburg, situada en Pittsburg, Kansas, perteneciente a la División II de la NCAA y donde cumplió su periplo universitario de cuatro años (1999-2003).
En su año junior (2001-2002), jugó 27 partidos con los Gorillas con un promedio de 5 puntos (57,7 % en tiros de 2, 50 % en triples y 68,3 % en tiros libres) y 2,1 rebotes. 
En su último año, su año senior (2002-2003), jugó 28 partidos con los Gorillas con un promedio de 10,1 puntos (59,4 % en tiros de 2 y 69,2 % en tiros libres), 4,8 rebotes y 1 tapón. 

## Trayectoria Profesional

### BC Boncourt Red Team
Tras salir de la universidad, vivió su primera experiencia como profesional en la temporada 2003-2004, en las filas del BC Boncourt Red Team de su Suiza natal, con el que ganó la LNA.
Disputó 14 partidos de liga, 5 de play-offs y 6 de FIBA Europe Cup con el conjunto de Boncourt, promediando en liga 6,6 puntos (57,4 % en tiros de 2 y 68,8 % en tiros libres) y 2,9 rebotes en 12 min de media, en play-offs 3,4 puntos (53,8 % en tiros de 2 y 60 % en tiros libres) y 3,4 rebotes en 10 min de media, y en la FIBA Europe Cup 5,3 puntos (50 % en tiros de 2), 4 rebotes y 1 asistencia en 17,7 min de media.
Finalizó en la FIBA Europe Cup como el 8º máximo taponador (0,7 por partido) y el 7º en rebotes ofensivos (2,2 por partido).

### Anniviers Hérens Basket
Los siguientes dos años (2004-2006), estuvo en el Anniviers Hérens Basket.
En su primera temporada (2004-2005), jugó 22 partidos de liga y 5 de play-offs, promediando en liga 10 puntos (59,6 % en tiros de 2 y 72,9 % en tiros libres), 5,8 rebotes, 1 asistencia y 1,4 robos en 25,9 min, mientras que en play-offs promedió 12,8 puntos (66,7 % en tiros de 2, 100 % en triples y 69,2 % en tiros libres), 6,2 rebotes y 1,2 asistencias en 27,2 min.
A final de temporada fue elegido en el segundo mejor quinteto de jugadores suizos de la LNA por Eurobasket.com.
En su segunda y última temporada (2005-2006), jugó 22 partidos de liga y 4 de play-offs, promediando en liga 13 puntos (57,1 % en tiros de 2, 44,4 % en triples y 71,4 % en tiros libres), 6,6 rebotes, 2,2 asistencias, 1,8 robos y 1 tapón en 28,5 min, mientras que en play-offs promedió 17,8 puntos (61,5 % en tiros de 2, 75 % en triples y 77,8 % en tiros libres), 5,5 rebotes, 2 asistencias y 2,5 robos en 36 min.
Disputó un total de 44 partidos de liga y 9 de play-offs con el cuadro de Sion entre las dos temporadas, promediando en liga 11,5 puntos (58,2 % en tiros de 2, 36,3 % en triples y 72 % en tiros libres), 6,2 rebotes, 1,6 asistencias y 1,6 robos en 27,1 min de media, mientras que en play-offs promedió 15 puntos (64,1 % en tiros de 2, 80 % en triples y 74,2 % en tiros libres), 5,8 rebotes, 1,5 asistencias y 1,4 robos en 31,1 min de media.

### Benetton Fribourg Olympic
Pasó los siguientes seis años (2006-2012), en el Benetton Fribourg Olympic, club con el que ganó la LNA en 2007 y 2008, la Copa de la Liga de Suiza en 2007, 2008, 2009 y 2010 y la Copa Suiza en 2007.
En su primera temporada (2006-2007), jugó 20 partidos de liga y 11 de play-offs, promediando en liga 8,7 puntos (63,4 % en tiros de 2, 50 % en triples y 76,3 % en tiros libres), 4,9 rebotes y 1,1 robos en 18,5 min, mientras que en play-offs promedió 8 puntos (64,3 % en tiros de 2 y 84,2 % en tiros libres), 3,3 rebotes y 1,1 robos en 16,5 min.
Tuvo el mejor % de triples de la LNA.
En su segunda temporada (2007-2008), jugó 21 partidos de liga, 10 de play-offs y 10 de Copa ULEB, promediando en liga 11,1 puntos (56,4 % en tiros de 2, 39,5 % en triples y 65,5 % en tiros libres), 5 rebotes y 1,1 robos en 22,2 min, en play-offs 6,3 puntos (62,5 % en tiros de 2 y 77,8 % en tiros libres) y 3,2 rebotes en 16,8 min, y en la Copa ULEB 4,6 puntos y 2,9 rebotes en 20,1 min de media.
A final de temporada fue nombrado jugador más mejorado del año de la LNA y elegido en el mejor quinteto de jugadores suizos de la LNA, ambas cosas por Eurobasket.com.
En su tercera temporada (2008-2009), jugó 21 partidos de liga, 9 de play-offs y 8 de EuroChallenge, promediando en liga 14,4 puntos (62,6 % en tiros de 2 y 77,2 % en tiros libres), 6,9 rebotes y 1,2 asistencias en 28,9 min, en play-offs 16,9 puntos (58,1 % en tiros de 2 y 61,7 % en tiros libres), 7,4 rebotes y 1,2 asistencias en 30,4 min, y en la EuroChallenge 8,5 puntos (52,1 % en tiros de 2 y 69,2 % en tiros libres) y 5,4 rebotes en 28,5 min de media.
Fue el 10º máximo taponador (0,8 por partido) de la LNA. A final de temporada fue nombrado jugador suizo del año de la LNA y elegido en el segundo mejor quinteto de la LNA y por 2ª vez en el mejor quinteto de jugadores suizos de la LNA, todo ello por Eurobasket.com.
En su cuarta temporada (2009-2010), jugó 30 partidos de liga y 11 de play-offs, promediando en liga 12,6 puntos (61,9 % en tiros de 2 y 63,4 % en tiros libres), 6,6 rebotes, 1,4 asistencias y 1 tapón en 28,5 min, mientras que en play-offs promedió 13 puntos (57,6 % en tiros de 2, 33,3 % en triples y 66,1 % en tiros libres), 5,3 rebotes, 1,1 robos y 1 tapón en 26,2 min.
Fue el 10º máximo taponador de la LNA. A final de temporada fue elegido por 3ª vez en el mejor quinteto de jugadores suizos de la LNA por Eurobasket.com.
En su quinta temporada (2010-2011), jugó 27 partidos de liga y 3 de play-offs, promediando en liga 13 puntos (59,4 % en tiros de 2, 35,3 % en triples y 70,8 % en tiros libres), 6,7 rebotes y 1,3 asistencias en 27,7 min, mientras que en play-offs promedió 9,7 puntos (64,7 % en tiros de 2, 33,3 % en triples y 100 % en tiros libres) y 6 rebotes en 19,7 min.
Fue el 9º máximo taponador (0,8 por partido) de la LNA. A final de temporada fue nombrado pívot del año de la LNA y jugador suizo del año de la LNA por 2ª vez y elegido en el mejor quinteto de la LNA y por 4ª vez en el mejor quinteto de jugadores suizos de la LNA, todo ello por Eurobasket.com.
En su sexta y última temporada (2011-2012), jugó 23 partidos de liga y 10 de play-offs, promediando en liga 10,8 puntos (58 % en tiros de 2, 32,3 % en triples y 72,5 % en tiros libres) y 6,2 rebotes en 22,8 min, mientras que en play-offs promedió 11,9 puntos (57,1 % en tiros de 2, 43,8 % en triples y 66,7 % en tiros libres), 6,1 rebotes y 1 tapón en 23,6 min.
Disputó un total de 142 partidos de liga y 54 de play-offs con el conjunto de Friburgo entre las seis temporadas, promediando en liga 11,8 puntos (60,3 % en tiros de 2, 33,1 % en triples y 70,2 % en tiros libres), 6,1 rebotes y 1 asistencia en 25,1 min de media, mientras que en play-offs promedió 11 puntos (59,5 % en tiros de 2, 31,6 % en triples y 66,6 % en tiros libres) y 5 rebotes en 22,3 min de media.

### Lions de Genève
Fichó por el Lions de Genève para la temporada 2012-2013, ganando la LNA por 4ª vez y la Copa de la Liga de Suiza por 5ª vez.
Disputó 23 partidos de liga y 11 de play-offs con el cuadro de Ginebra, promediando en liga 7,9 puntos (60,7 % en tiros de 2, 31,4 % en triples y 78,8 % en tiros libres) y 3,8 rebotes en 16,1 min de media, mientras que en play-offs promedió 4,7 puntos (63,2 % en tiros libres) y 3 rebotes en 15,4 min de media.

### BC Mtaspere Mayotte
Los últimos dos años (2013-2015), los ha pasado en el BC Mtaspere Mayotte de las Comoras, con el que ganó en 2014 la Liga de Mayote y el Campeonato de Baloncesto Indian Ocean Club.
En el FIBA Africa Clubs Champions Cup de 2014, donde llegaron a los cuartos de final, promedió 15,8 puntos, 4,8 rebotes y 1 asistencia.

## Selección Suiza
Debutó con la absoluta de Suiza en el EuroBasket División B de 2005, no logrando Suiza clasificarse para el EuroBasket 2005 celebrado en Serbia y Montenegro.
Jugó 6 partidos con un promedio de 4,3 puntos (66,7 % en tiros libres) y 4,3 rebotes en 19 min de media. 
Finalizó el EuroBasket División B de 2005 como el 11º en rebotes ofensivos (2,2 por partido).
Disputó el EuroBasket División B de 2007, cayendo Suiza contra Gran Bretaña en la eliminatoria para acceder a la fase de clasificación para el EuroBasket 2007 celebrado en España.
Jugó 8 partidos con un promedio de 8,3 puntos (55,1 % en tiros de 2 y 100 % en triples), 4,1 rebotes, 1,1 asistencias y 1 robo en 22,4 min de media.
Finalizó el EuroBasket División B de 2007 con el 11º mejor % de tiros de 2 y fue el 14º máximo taponador (0,5 por partido), el 12º en rebotes ofensivos (1,9 por partido) y el 19º en tiros de 2 anotados (3,4 por partido).
Disputó el EuroBasket División B de 2009, no logrando Suiza clasificarse para el EuroBasket 2009 celebrado en Polonia.
Jugó 6 partidos con un promedio de 7,8 puntos (36,4 % en triples), 5,2 rebotes y 1 robo en 28,3 min de media.
Finalizó el EuroBasket División B de 2009 como el 16º máximo reboteador, el 9º en rebotes ofensivos (2,2 por partido) y el 20º en min.
Disputó el EuroBasket División B de 2011, quedando Suiza 2ª del Grupo C.
Jugó 3 partidos con un promedio de 15 puntos (50 % en triples y 66,7 % en tiros libres), 5,7 rebotes, 1 asistencia y 1 robo en 30,3 min de media.
Disputó la Fase de Clasificación para el EuroBasket 2013, celebrado en Eslovenia, no logrando Suiza clasificarse.
Jugó 8 partidos con un promedio de 9,6 puntos (43,8 % en triples y 72 % en tiros libres) y 3,4 rebotes en 25,8 min de media.
Disputó la Clasificación para el EuroBasket 2015, celebrado entre Alemania, Croacia, Francia y Letonia, no logrando Suiza clasificarse.
Jugó 8 partidos de 1ª fase y 3 de 2ª fase, promediando en la 1ª fase 6 puntos (50 % en tiros de 2 y 75 % en tiros libres) y 2,1 rebotes en 17,6 min de media, mientras que en la 2ª fase promedió 5,7 puntos (100 % en triples y 87,5 % en tiros libres) y 3,3 rebotes en 16,7 min de media.